# Mormonia badia
Mormonia badia là một loài bướm đêm trong họ Noctuidae.